# 船苞翠雀花
船苞翠雀花（学名：Delphinium naviculare）是毛茛科翠雀属的植物，为中国的特有植物。分布在中国大陆的新疆等地，生长于海拔1,700米的地区，见于山地草坡，目前尚未由人工引种栽培。

## 异名
- Delphinium naviculare W. T. Wang var. lasiocarpum W. T. Wang